# Цавтат

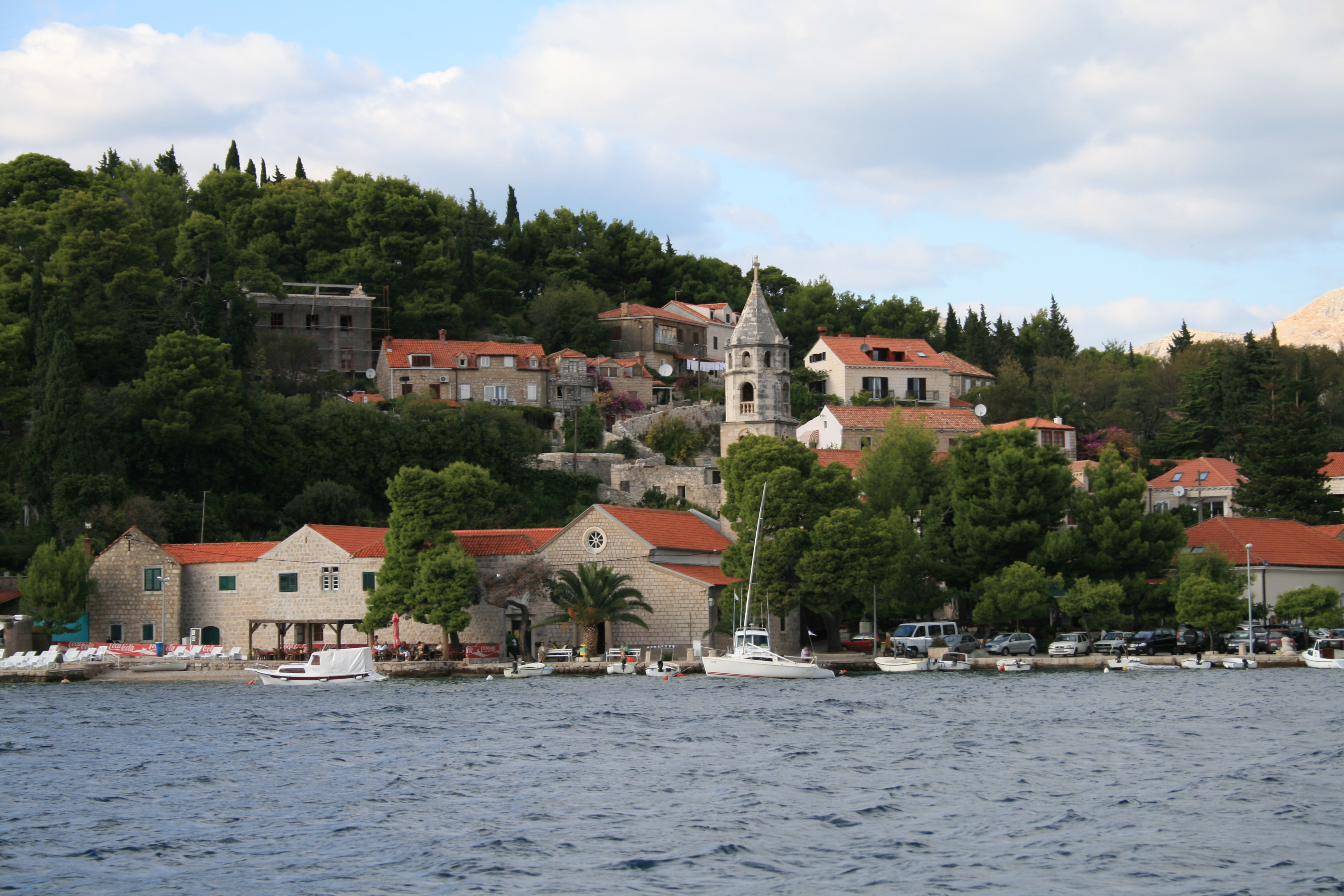
Цавтат

Ца́втат (хорв. Cavtat, итал. Ragusavecchia) — город в Хорватии, расположенный на юго-востоке от Дубровника на адриатическом побережье, в Дубровницко-Неретванской жупании. Цавтат — центр общины Конавле и самый южный город Хорватии. Численность населения — 2015 человек (2001).

## История
Цавтат — древний город, он был известен ещё как греческая колония Эпидаврос (Epidauros). Окружающие его территории были населены иллирийцами, которые называли город Заптал. В 228 году до н. э. город попал под власть римлян и позднее стал римской колонией. Название города было латинизировано: он стал называться Эпидаврум (лат. Epidaurum).
Первое упоминание о римском городе относится к 47 году до н. э. До наших дней почти не дошло предметов материальной культуры. Частично сохранился акведук, соединявший Эпидавр с деревней Водовадья в Конавле, снабжавшей город водой. Название места, откуда забиралась вода (Конавле — Каналис), дало название всей местности.
В начале VII века город подвергся аваро-славянскому нашествию и, предположительно в 614 году, беженцы из Эпидавра основали город Рагузу (позднее соединившийся с Дубровником). С тех пор Цавтат принадлежал славянскому государству Травунии. В 1426 году он был приобретён у князя Р. Павловича Дубровницкой республикой, и с этого времени Цавтат полностью разделил судьбу Дубровника.
В настоящее время Цавтат — один из популярных туристических центров Хорватии.

## Происхождение названия
Современное название, Цавтат, было дано городу славянами в VII веке. Оно происходит от лат. Civitas vetus ("старый город"), как назвало своё поселение романское население Эпидавруса.

## Достопримечательности
Большая часть зданий Цавтата, сохранившихся со времён Республики Дубровник, построено в стиле ренессанс с элементами готики. Это — Княжеский двор, церковь Святого Николая и монастырь Девы Марии Снежной. Также частично уцелели городские стены и фортификационные сооружения.
Во дворце ректора хранится коллекция Балтазара Богишича: библиотека, состоящая из 22 тыс. раритетных книг, ценнейший архив, собрание графики, коллекция старинных монет, оружия, этнографическая коллекция.
В доме, где родился Влах Буховец, открыт Мемориальный музей. Так же работы Буховца экспонируются в церкви Св. Николая и в церкви монастыря Девы Марии Снежной.
В окрестностях Цавтата расположены руины иллирийских, греческих и римских поселений. При раскопках там найдены амфоры, части строений, мозаики и т. п. Недалеко от монастыря сохранились остатки городских улиц, руины амфитеатра и лестницы, ведущие на холм, возвышающийся над городом, где согласно легенде стоял храм Асклепия, а позже (в римские времена) располагался форум Августа. В настоящее время на холме построен мавзолей семейства Рачич работы хорватского скульптора Ивана Мештровича.

## Знаменитые горожане
- Балтазар Богишич (хорв. Baltazar Bogišića, 1834—1908), правовед, этнограф и общественный деятель.
- Влахо Буковац (хорв. Vlaho Bukovac), хорватский художник
- Франо Супило (хорв. Frano Supilo), хорватский политик, борец за воссоединение Далмации с Посавской Хорватией.
- Нико Копривица — хорватский политик, мэр Дубровника в 1944 году.

## Галерея

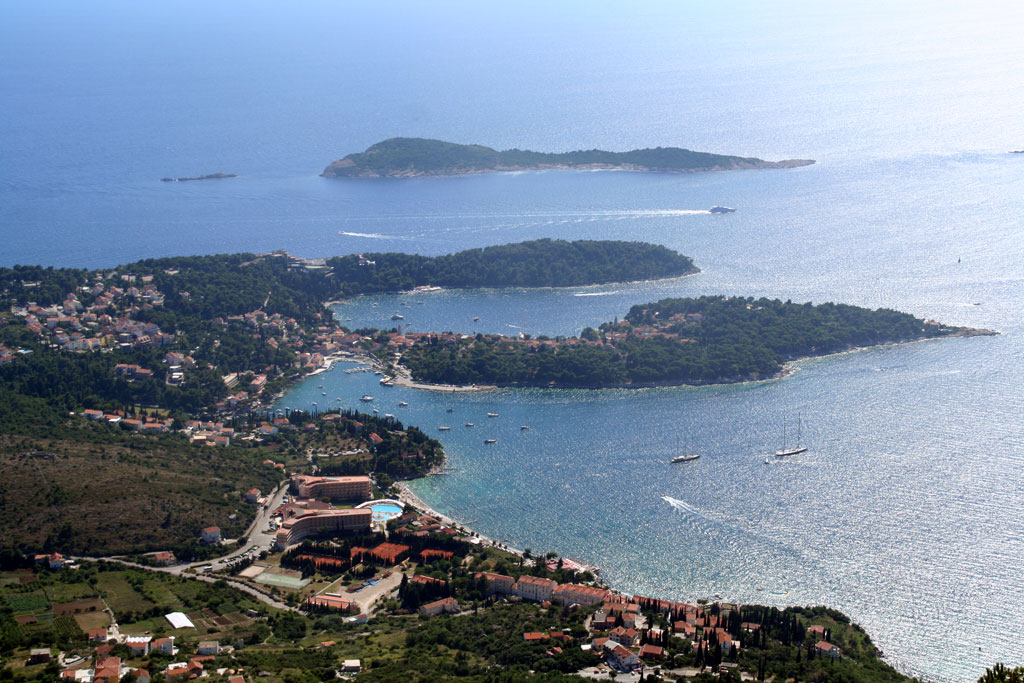
Вид на Цавтат с окрестных гор
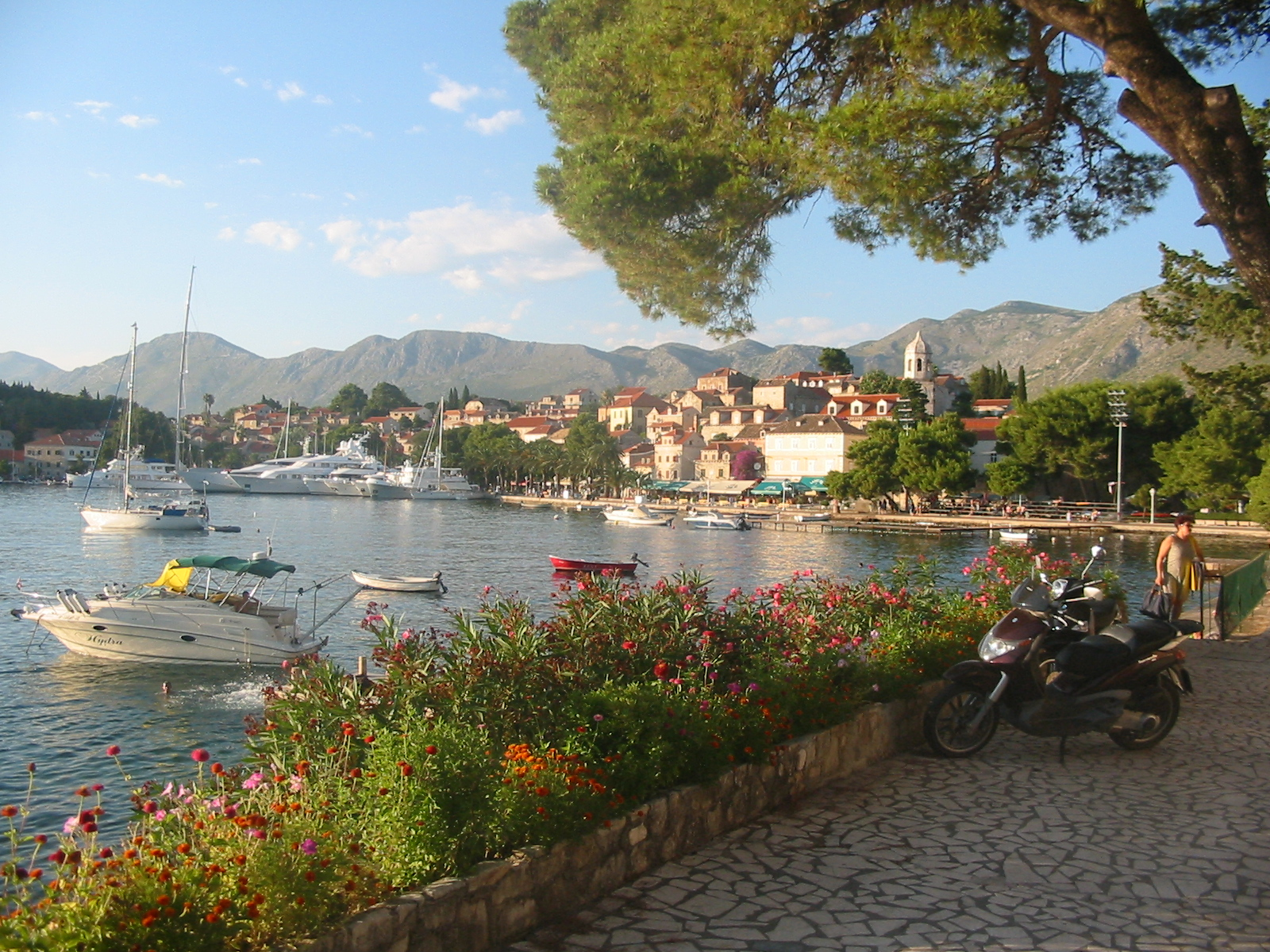
Вид на набережную Цавтата
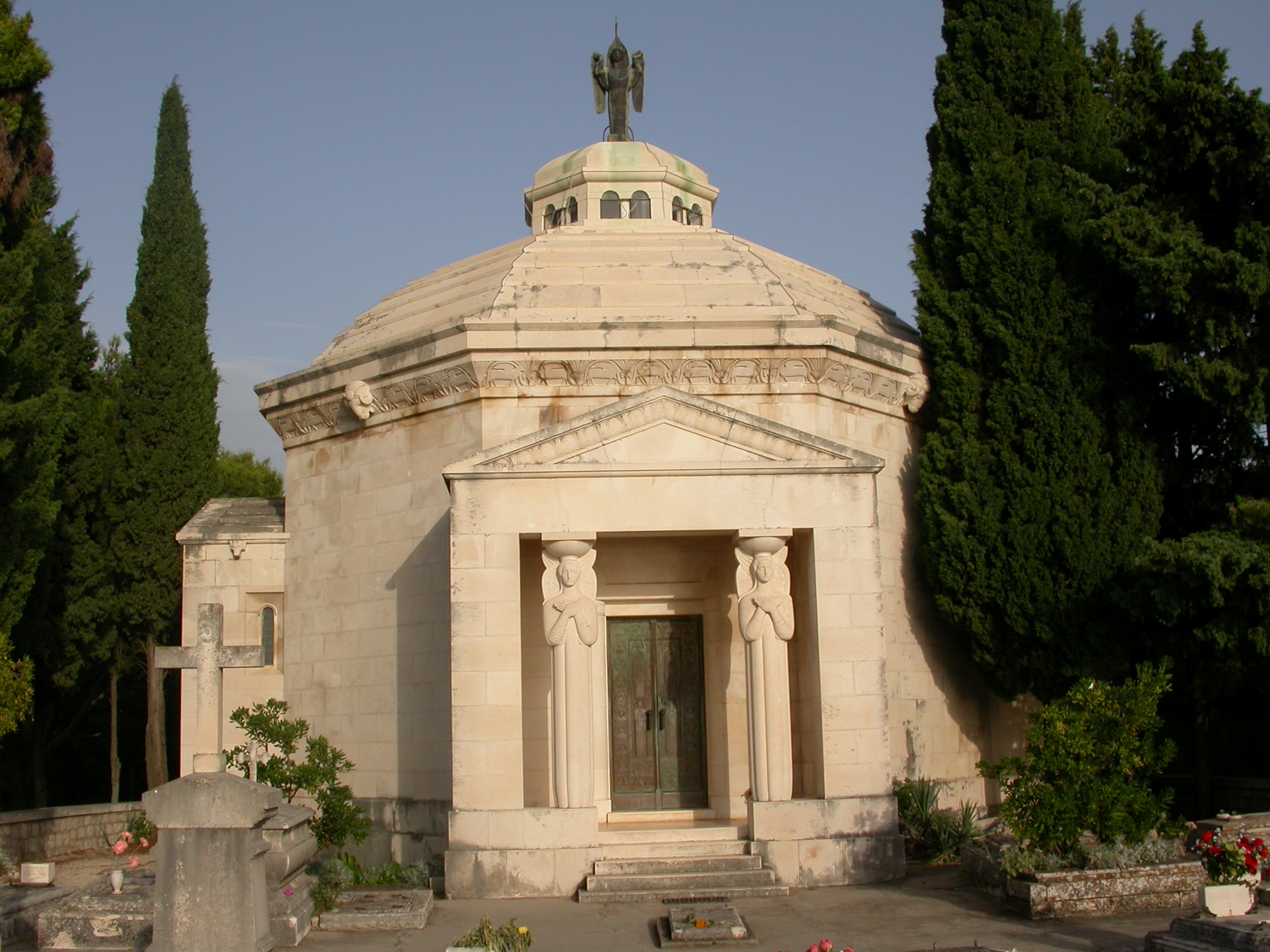
Мавзолей семейства Рачич
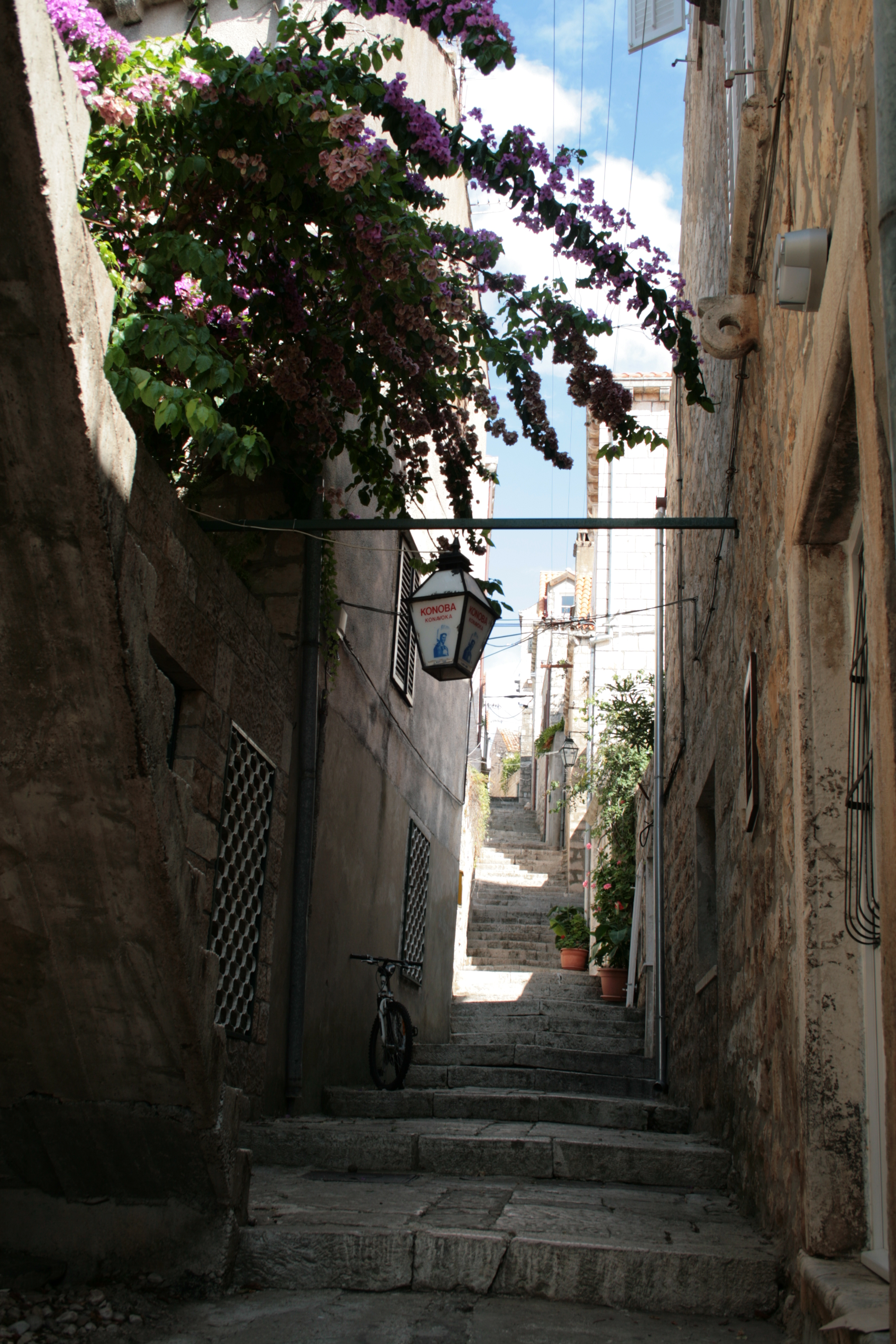
Улочка в Цавтате
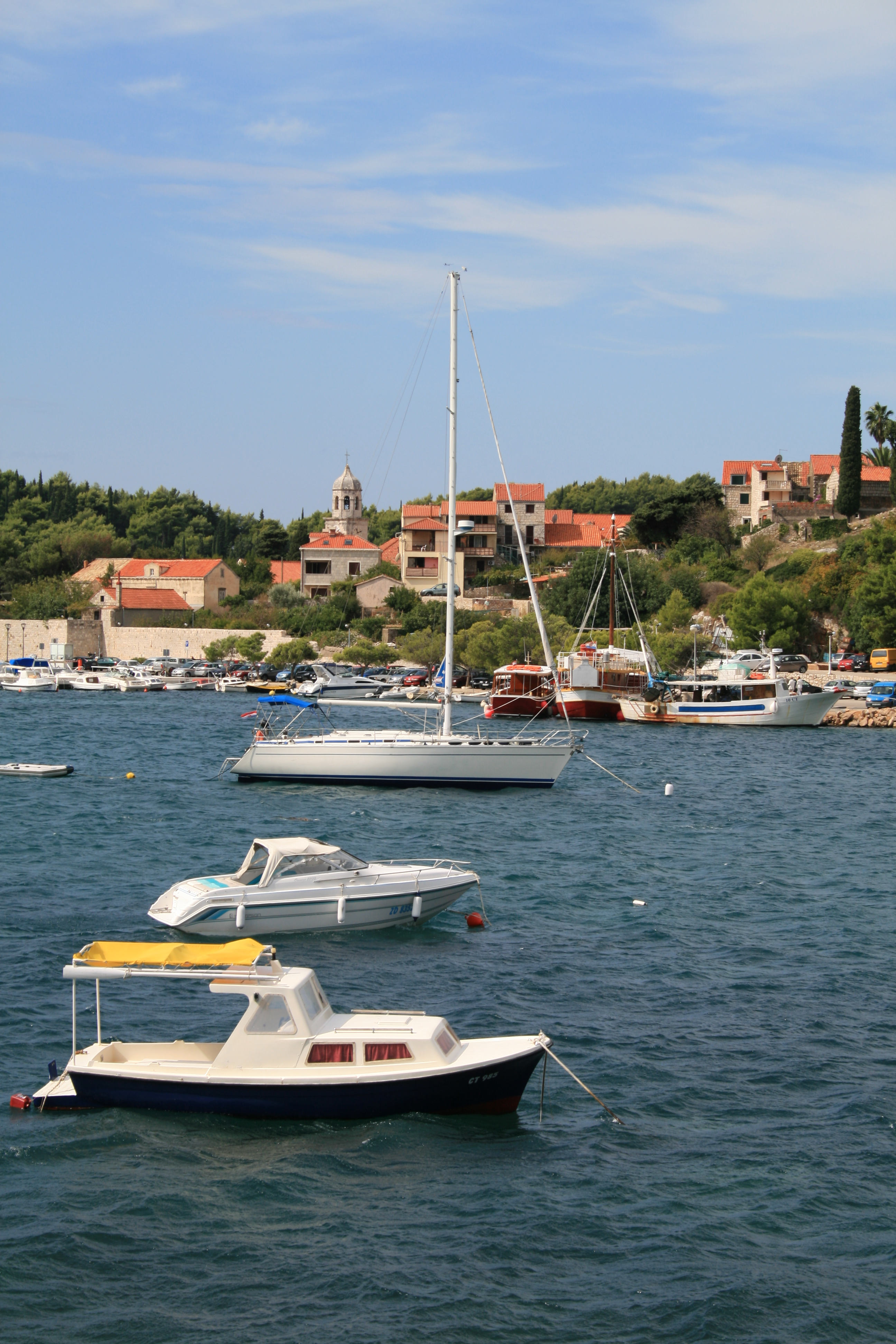
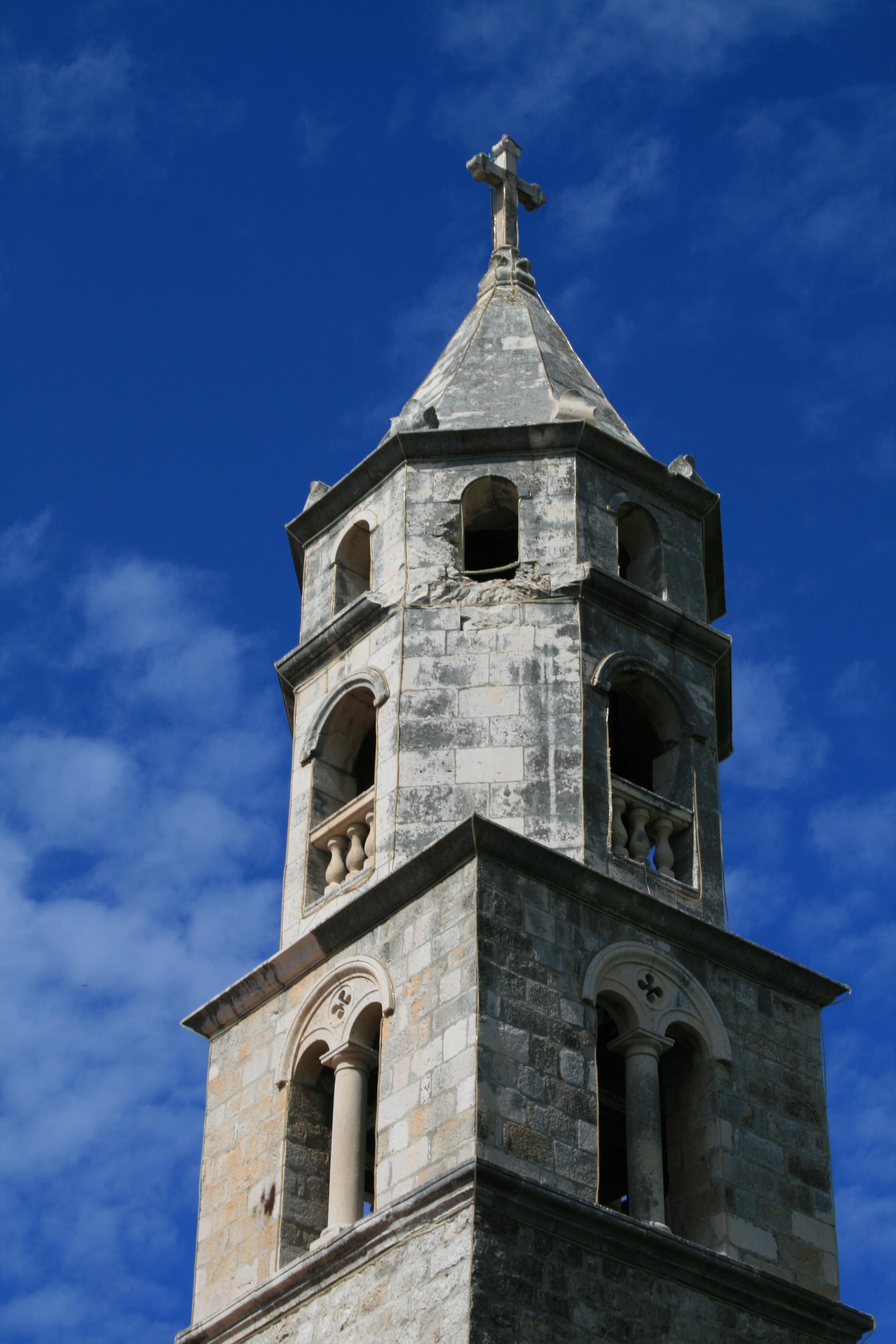
Колокольня церкви Святого Николая
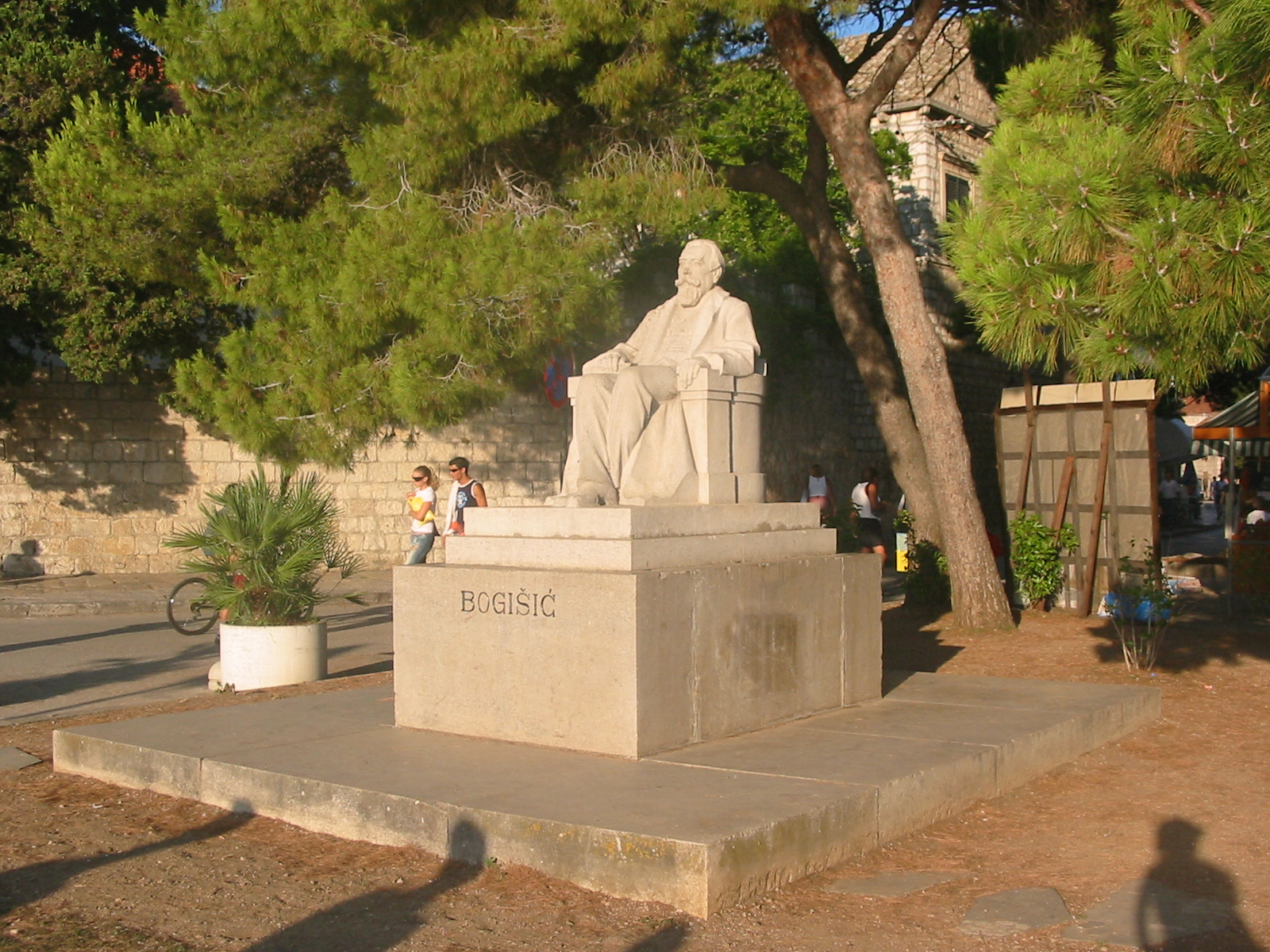
Пямятник Богишичу
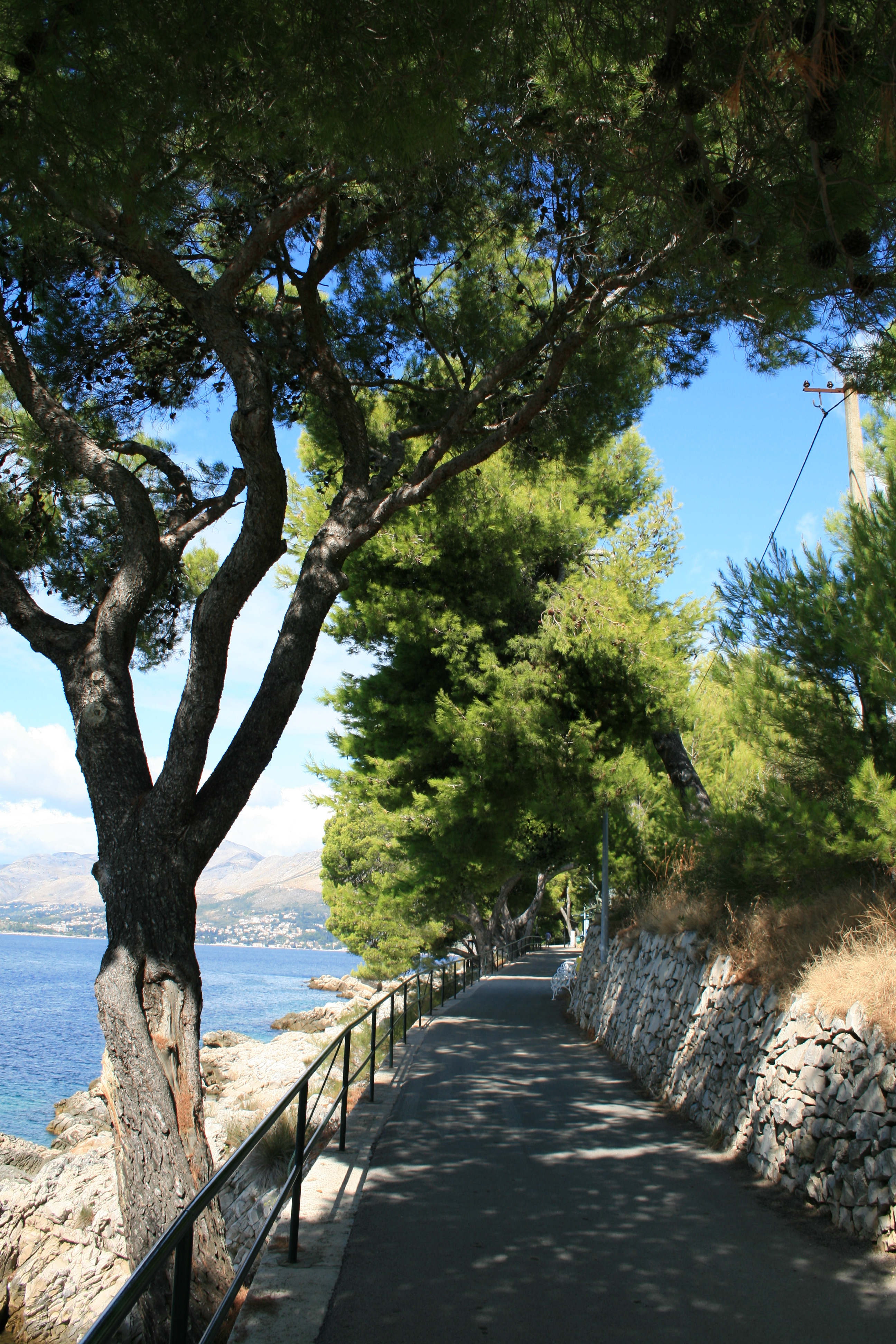
Пешеходная дорожка вдоль моря